# Cambridgeplatonikerna

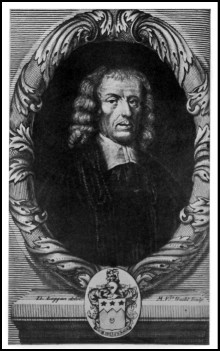
Henry More var en av Cambridgeplatonikerna.

Cambridgeplatonikerna var en grupp filosofer vid universitetet i Cambridge i mitten av 1600-talet (närmare bestämt mellan 1633 och 1688).

## Program
Cambridgeplatonikerna kämpade på två fronter. Å ena sidan såg de puritanernas dogmatism, som kombinerades med antirationalism, som omoralisk och felaktig. Å andra sidan reagerade de mot Thomas Hobbes reduktiva materialism. För Cambridgeplatonikerna var religion och förnuft inte bara möjliga att förena utan det fanns ett djupt och oupplösligt samband dem emellan. Som kyrkomän argumenterade Cambridgeplatonikerna för moderation. De såg förnuftet som den rätte domaren i alla tvister och förespråkade därför dialog mellan puritanerna och de högkyrkliga. De hade en mystik förståelse av förnuftet, vilket de såg inte endast som de kognitiva delarna av en människas psyke som ger upphov till tanken, utan som Herrens ljus, en återklang av det gudomliga i den mänskliga själen och ett avtryck av Gud inom människan. Därför var de övertygade om att förnuftet kunde bedöma såväl de privata uppenbarelserna hos puritanerna som ritualerna och liturgin inom anglikanska kyrkan. Av denna anledning kallades de latitudinarianer.

## Representanter
- Anne Conway (1631–1679)
- Anthony Ashley Cooper, 3:e earl av Shaftesbury (1671–1713)
- Ralph Cudworth (1617–1688)
- Nathaniel Culverwel  (1619–1651)
- Joseph Glanvill (1636–1680)
- Damaris Cudworth Masham (1659–1708)
- Henry More (1614–1687)
- John Norris (1657–1711)
- George Rust (död 1670)
- John Smith (1618–1652)
- Peter Sterry (1613–1672)
- Benjamin Whichcote (1609–1683)
- John Worthington (1618–1671)